# サンロッカーズ渋谷
サンロッカーズ渋谷（サンロッカーズしぶや、英: Sunrockers Shibuya）は、東京都渋谷区をホームタウンとするプロバスケットボールチーム。運営法人は株式会社サンロッカーズ。2000年に日立製作所男子バスケットボール部として創設され、現在はB1リーグの中地区に所属している。

## 概要
運営会社はセガサミーホールディングス子会社の「株式会社サンロッカーズ（英: Sunrockers,Ltd.）」。
「サンロッカーズ」とは、「“太陽(リング)を揺らす”激しいダンクを狙い打つ集団」の意味が込められている。クラブカラーは日立製作所の実業団チーム時代から使用しているイエロー。クラブマスコットはホッキョクグマのサンディー、オフィシャルDJはパトリック・ユウ。
全国タイトルは日立時代からの計21回（全日本2回・国スポ13回・全日本実業団6回）。

### ユニフォームスポンサー （2023-24シーズン）
- サプライヤー：NEW ERA（2023-24シーズンはロゴマークの露出のみ）[8]
- 前面：コーセー（左肩）、セガサミー（中央）
- 背面：LIXIL（背番号上部）、ヒュープロ（背番号下部）[9]
- パンツ：フルキャスト（左前上）[10]、日立製作所（左前下）、ピザーラ（右前上）、東急グループ（右前下）、セガ（左後ろ下）、サミー（右後ろ下）

#### 過去のサプライヤー
- チャンピオン（2005-06シーズン～2022-23シーズン）[11]

#### 過去のスポンサー
- 小久保製氷冷蔵（～2022-23シーズン、パンツ右前上、ロックアイス明記）
- 大塚製薬（～2022-23シーズン、パンツ右前下、「ネイチャーメイド」明記）

### 歴代ユニフォーム
| HOME      | HOME      | HOME      | HOME      | HOME      |
| --------- | --------- | --------- | --------- | --------- |
| 2016 - 17 | 2017 - 20 | 2020 - 21 | 2021 - 22 | 2022 - 23 |
| 2023 - 24 | 2024 - 25 |           |           |           |
|           |           |           |           |           |

| AWAY      | AWAY      | AWAY      | AWAY      | AWAY      |
| --------- | --------- | --------- | --------- | --------- |
| 2016 - 17 | 2017 - 20 | 2020 - 21 | 2021 - 22 | 2022 - 23 |
| 2023 - 24 | 2024 - 25 |           |           |           |
|           |           |           |           |           |

| Other         | Other                            | Other                           | Other                   | Other |
| ------------- | -------------------------------- | ------------------------------- | ----------------------- | ----- |
| 2018 - 19 3rd | 2020 - 21 LIXIL 10th Anniversary | 2023 - 24 3rd ソニック シリーズ | 2024 - 25 BLACK UNIFORM |       |
|               |                                  |                                 |                         |       |

### 応援
- サンロッカーガールズ [12]- 新JBL1年目より活動。

### ホームアリーナ
以下はBリーグ加盟以後の統計。
| 年度    | 参加クラス | 全体の ホームゲーム数 | 青学記念館 | その他                    |
| 2016-17 | B1         | 30                    | 24         | 大田3 墨田1 キッコーマン2 |
| 2017-18 | B1         | 30                    | 24         | 墨田6                     |
| 2018-19 | B1         | 30                    | 26         | 墨田4                     |
| 2019-20 | B1         | 21(30)                | 18(25)     | 墨田3(5)                  |
| 2020-21 | B1         | 30                    | 23         | 墨田5 大田2               |
| 2021-22 | B1         | 29(30)                | 23(24)     | 墨田6                     |
| 2022-23 | B1         | 30                    | 25         | 代々木2 3 墨田2           |
| 2023-24 | B1         | 30                    | 25         | 有明3 代々木2 2           |
| 2024-25 | B1         | 30                    | 24         | 有明3 代々木2 3           |

括弧内は開催予定だった試合数
会場凡例
- 青学記念館-青山学院記念館
- 大田-大田区総合体育館
- 墨田-墨田区総合体育館
- キッコーマン-流山市民総合体育館「キッコーマンアリーナ」
- 代々木2-国立代々木競技場第2体育館
- 有明-有明コロシアム

## 歴史

### 実業団時代
2000年のバスケットボール日本リーグのセミプロ化（JBLスーパーリーグの発足）に合わせて、日立本社ライジングサン（1935年創設）と日立大阪ヘリオス（1956年創設）が統合される形で「日立サンロッカーズ」が創部された。ホームゲームは国立代々木第二体育館など東京都内の他、日立関連企業の多い千葉県柏市、日立発祥の地である茨城県内や、日立大阪からの流れで大阪府を中心とする近畿地方でも開催していた。柏市では同地を本拠地とする女子チーム「ENEOSサンフラワーズ」と合同で「柏市バスケットボール教室」を開催していた。
2013年、ナショナル・バスケットボール・リーグ参戦に伴い「日立サンロッカーズ東京」に改称し、東京と柏のダブルフランチャイズとした。
前身の2チームを含めて長らくの間、リーグ戦、天皇杯（オールジャパン）での優勝がなかったが、2015年天皇杯で初優勝を達成した。リーグ戦最高成績はJBL 2008-09の準優勝。

### クラブチーム化
2016年のBリーグ発足に合わせ、4月1日にクラブの運営を日立の子会社として設立された株式会社日立サンロッカーズ（ひたちサンロッカーズ、Hitachi Sunrockers, Ltd.）に移管。チーム名を日立サンロッカーズ東京・渋谷（呼称サンロッカーズ渋谷）とし、ホームタウンを東京都渋谷区、ホームアリーナを青山学院大学内の青山学院記念館に定めた。当初は練習拠点の柏市をホームタウンとすることを検討していたが、アリーナを確保できず断念した。

### B.LEAGUE

#### 2016-17シーズン（B1 中地区）
リーグ地区割でB1中地区に所属。BT・テーブスがヘッドコーチ（HC）に就任。開幕戦で横浜（横浜文化体育館）に2連勝を記録。開幕当初は中地区2位だったが、12月からのインターカンファレンス開始後、一時は中地区4位に転落する。年明けに元ロサンゼルス・レイカーズのロバート・サクレを獲得。32勝28敗で中地区6チーム中3位（リーグ全体7位）となり、ワイルドカード下位枠でのBリーグチャンピオンシップへ進出。クォーターファイナルで中地区優勝の川崎に完敗し、シーズンを終えた。
広瀬健太がB1リーグ初代スティール王を、ベンドラメ礼生がB1リーグ初代新人王を獲得した。ホームゲームは青学記念館で24試合、大田区総合体育館3試合、墨田区総合体育館1試合、企業チーム時代に柏市を準本拠としていた名残で流山市民総合体育館「キッコーマンアリーナ」で2試合を開催した。

#### 2017-18シーズン（B1 東地区）
2017年8月、正式チーム名を呼称に合わせた「サンロッカーズ渋谷」に改称。テーブスHCが退任し、アシスタントコーチ（AC）の勝久ジェフリーがHCに就任。前琉球HCの伊佐勉と千葉通訳の廣瀬慶介がACに就任した。選手はアイラ・ブラウン、アキ・チェンバース、アールティー・グイン、藤高宗一郎、大塚裕土などが退団し、新たに長谷川智也、菊池真人、山内盛久を獲得した。
前シーズンのB1残留プレイオフの結果、東地区の秋田と仙台がB2に降格したため、川崎と共に東地区所属となった。最終成績は28勝32敗の東地区5位となり、チャンピオンシップ進出を逃した。

#### 2018-19シーズン（B1 東地区）
勝久HCが続投。ライアン・ケリーやファイ・サンバを獲得した。シーズンは開幕後8試合で1勝7敗と振るわなかったため、10月26日に勝久HCが解任され、伊佐ACがHCに就任した。最終順位は27勝33敗で東地区4位。チームを立て直したが、同地区上位のA東京・千葉・栃木との対戦は全敗に終わった。

#### 2019-20シーズン（B1 東地区）
伊佐HCが続投。引退した清水太志郎がACに就任。ロスターの大幅変更を行い、伊藤駿と満原優樹、秋葉真司、長谷川智也が退団。サクレは契約更新が決定していたが7月に引退した。新加入選手は、関野剛平、野口大介、石井講祐、渡辺竜之佑、田渡修人、セバスチャン・サイズ、チャールズ・ジャクソン。
シーズンは開幕節で千葉に連勝スタート。天皇杯で5年ぶり2回目の優勝を達成。3月に新型コロナウイルス感染症流行の拡大によりリーグ戦が打ち切りとなった。それまでの成績は27勝14敗で勝率6割を超えていたが、東地区6チーム中4位（全体5位）でシーズンを終えた。

#### 2020-21シーズン（B1 東地区）
伊佐HCが続投。コロナ禍の影響でこのシーズンより東西2地区制となった。開幕3連敗スタートとなったが、38勝22敗で東地区10チーム中5位（全体8位）で4季ぶりにチャンピオンシップに進出。クォーターファイナルで全体1位の宇都宮に2連敗して敗退が決定した。

#### 2021-22シーズン（B1 東地区）
伊佐HCが続投。東地区11チーム中6位だった。

#### 2022-23シーズン（B1 中地区）
3年ぶりに東中西の3地区制となり、渋谷は6年ぶりに中地区所属となった。2022年6月23日、セガサミーホールディングスは同年9月頃に日立製作所から本クラブの全株式の買収並びに経営権を取得し、プロバスケットボール事業に参入することを発表した。これにより9月1日より社名を株式会社サンロッカーズ（Sunrockers, Ltd.）に改称した上、本社を千代田区大手町からセガサミーの本社である品川区西品川に移転した。
成績不振の為、2022年12月23日、伊佐HCが退団。2022年12月27日、浜中謙ACがHCに昇格。
28勝32敗で中地区8チーム中4位だった。浜中HCもシーズン終了後の2023年5月15日、今季限りでの契約満了による退団が発表された。

#### 2023-24シーズン（B1 中地区）
A東京のHCを5年間務めたルカ・パヴィチェヴィッチがHCに就任。ロスターの大幅変更を行い、渡辺竜之佑、石井講祐、田渡修人、井上宗一郎、関野剛平、西野曜、ケビン・ジョーンズが退団。新加入選手は、田中大貴、7シーズンぶりの復帰となるアキ・チェンバース、ジョシュ・ホーキンソン、アンソニー・クレモンズ、永吉佑也、村越圭佑。
開幕直後の2か月はマカドゥの故障離脱の影響もあり、4勝10敗と苦しむが、ジェフ・ギブスの加入とルカHCの戦術浸透により、最終的には35勝25敗の成績を残した。惜しくもCS進出は逃したが、CS進出した千葉Jとは勝敗数で並び、CS出来なかったチームの中では最も良い成績(中地区3位・全体9位)だった。

#### 2024-25シーズン（B1 中地区）
2024年9月24日、2026年7月1日よりホームタウンを東京都渋谷区から江東区に移転し、ホームアリーナをアルバルク東京が使用予定のTOYOTA ARENA TOKYOを共同使用とこれに伴いクラブ名の変更することを発表した。

## 成績

### 過去のリーグ戦

#### 旧JBL
| 年度 | リーグ         | ディビジョン   | 回 | レギュラーシーズン | レギュラーシーズン | レギュラーシーズン | セミファイナル | セミファイナル | ファイナル | ファイナル | 最終結果 |
| 年度 | リーグ         | ディビジョン   | 回 | 勝                 | 敗                 | 順位               | 勝             | 敗             | 勝         | 敗         | 最終結果 |
| ---- | -------------- | -------------- | -- | ------------------ | ------------------ | ------------------ | -------------- | -------------- | ---------- | ---------- | -------- |
| 2000 | 日本リーグ     | SL             | 34 | 6                  | 15                 | 7位                | ---            | ---            | ---        | ---        | 7位      |
| 2001 | スーパーリーグ | スーパーリーグ | 1  | 2                  | 19                 | 8位                | ---            | ---            | ---        | ---        | 8位      |
| 2002 | スーパーリーグ | スーパーリーグ | 2  | 8                  | 13                 | 7位                | ---            | ---            | ---        | ---        | 7位      |
| 2003 | スーパーリーグ | スーパーリーグ | 3  | 11                 | 17                 | 7位                | ---            | ---            | ---        | ---        | 7位      |
| 2004 | スーパーリーグ | スーパーリーグ | 4  | 8                  | 20                 | 8位                | ---            | ---            | ---        | ---        | 8位      |
| 2005 | スーパーリーグ | スーパーリーグ | 5  | 15                 | 11                 | 4位                | 1              | 2              | ---        | ---        | 4位      |
| 2006 | スーパーリーグ | スーパーリーグ | 6  | 11                 | 13                 | 5位                | ---            | ---            | ---        | ---        | 5位      |

#### JBL
| 年度    | リーグ | 回 | レギュラーシーズン | レギュラーシーズン | レギュラーシーズン | セミファイナル               | セミファイナル               | ファイナル                   | ファイナル                   | 最終結果                     | HC       |
| 年度    | リーグ | 回 | 勝                 | 敗                 | 順位               | 勝                           | 敗                           | 勝                           | 敗                           | 最終結果                     | HC       |
| ------- | ------ | -- | ------------------ | ------------------ | ------------------ | ---------------------------- | ---------------------------- | ---------------------------- | ---------------------------- | ---------------------------- | -------- |
| 2007-08 | JBL    | 1  | 16                 | 19                 | 6位                | ---                          | ---                          | ---                          | ---                          | 6位                          | 小野秀二 |
| 2008-09 | JBL    | 2  | 23                 | 12                 | 2位                | 2                            | 1                            | 1                            | 3                            | 準優勝                       | 小野秀二 |
| 2009-10 | JBL    | 3  | 23                 | 19                 | 4位                | 0                            | 2                            | ---                          | ---                          | 4位                          | 小野秀二 |
| 2010-11 | JBL    | 4  | 16                 | 20                 | 5位                | 震災のためプレイオフ実施せず | 震災のためプレイオフ実施せず | 震災のためプレイオフ実施せず | 震災のためプレイオフ実施せず | 震災のためプレイオフ実施せず | 小野秀二 |
| 2011-12 | JBL    | 5  | 24                 | 18                 | 3位                | 0                            | 2                            | ---                          | ---                          | 3位                          | 小野秀二 |
| 2012-13 | JBL    | 6  | 22                 | 20                 | 4位                | 0                            | 2                            | ---                          | ---                          | 4位                          | 小野秀二 |

#### NBL
| 年度    | 回 | レギュラーシーズン | レギュラーシーズン | レギュラーシーズン | カンファレンス セミファイナル | カンファレンス セミファイナル | カンファレンス ファイナル | カンファレンス ファイナル | ファイナル | ファイナル | 最終結果 | HC                 |
| 年度    | 回 | 勝                 | 敗                 | 順位               | 勝                            | 敗                            | 勝                        | 敗                        | 勝         | 敗         | 最終結果 | HC                 |
| ------- | -- | ------------------ | ------------------ | ------------------ | ----------------------------- | ----------------------------- | ------------------------- | ------------------------- | ---------- | ---------- | -------- | ------------------ |
| 2013-14 | 1  | 18                 | 36                 | 東5位              | ---                           | ---                           | ---                       | ---                       | ---        | ---        | 8位      | ティム・ルイス     |
| 2014-15 | 2  | 45                 | 9                  | 東1位              | 2                             | 0                             | 0                         | 2                         | ---        | ---        | 3位      | マイケル・オルソン |
| 2015-16 | 3  | 34                 | 20                 | 5位                | 0                             | 2                             | ---                       | ---                       | ---        | ---        | 5位      | マイケル・オルソン |

### 獲得タイトル
- 天皇杯全日本バスケットボール選手権大会
  - 優勝2回（2015年・2020年）
- 国体
  - 優勝13回（日立本社と日立大阪時代の合算）
- 全日本実業団選手権
  - 優勝6回（日立本社と日立大阪時代の合算、1969年・1979年・1983年・1984年・1996年・1999年）

## 選手とスタッフ

### 永久欠番
- 11 菅裕一（2010年より）[27]
- 20 佐藤稔浩

### 過去の主な所属選手

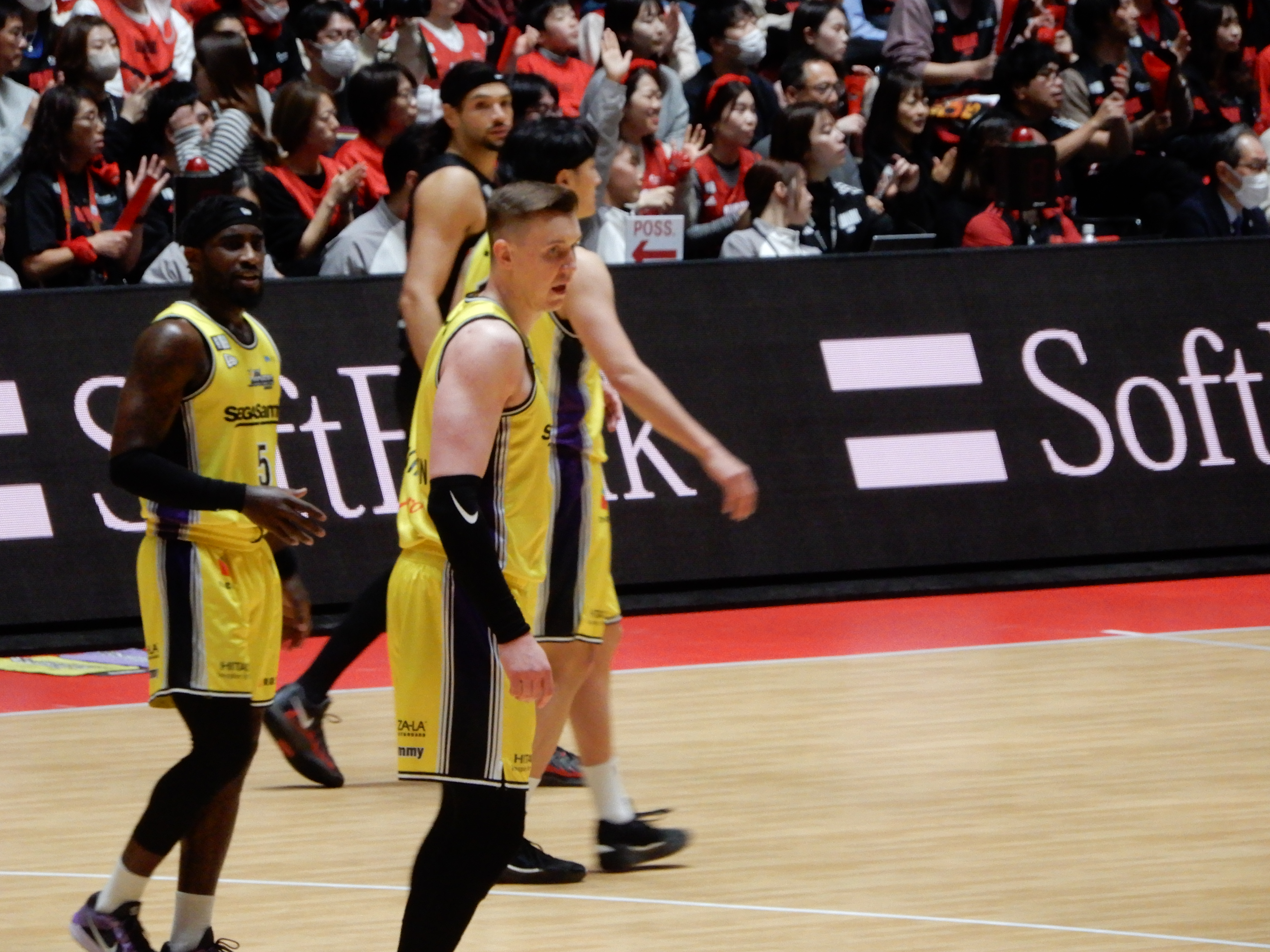
2025年1月4日、国立代々木第一体育館

- 朝山正悟
- 五十嵐圭
- 大渕幹大
- 小野竜智
- 柏木真介
- 加藤吉宗
- 菅裕一
- 小島佑太
- 小宮邦夫

- 青木賢太朗
- 斉藤勝一
- 佐久本智
- 半田圭史
- 戸倉寛之
- 宮ノ腰達也
- 山下洋克
- 横尾達泰
- ピーター・コーネル
- ジャメイン・テイト
- カール・トーマス

- デービッド・ベンワー
- ラマー・ライス
- ダリアス・ライス
- タイラー・スミス（イタリア語版）
- 上山博之
- 松井啓十郎
- 山田哲也
- アルフレッド・アボヤ
- 大屋秀作

- クリスチャン・マラカー
- 佐藤稔浩
- 井上聡人
- ジャマール・スミス
- 西村文男
- 柏倉秀徳
- 岩隈隆士
- ジャイ・ルイス
- ダリル・ウェブ
- 川嶋勇人
- 酒井泰滋
- 竹内譲次
- 木下博之
- ジョシュ・ハイトベルト

- 石川海斗
- トレイ・ジョンソン
- アイラ・ブラウン
- 大塚裕土
- 藤高宗一郎
- 清水太志郎
- 満原優樹
- 長谷川智也
- 秋葉真司
- 伊藤駿
- ロバート・サクレ
- セバスチャン・サイズ
- チャールズ・ジャクソン
- 野口大介
- 山内盛久

- 広瀬健太
- 高橋耕陽
- ジョシュ・ハレルソン
- 渡辺竜之佑
- 石井講祐
- 田渡修人
- 井上宗一郎
- 関野剛平
- 西野曜
- アキ・チェンバース
- ライアン・ケリー
- ジェームズ・マイケル・マカドゥ
- ジェフ・ギブス
- 津屋一球
- 盛實海翔